# Bernard Moteurs
Pour les articles homonymes, voir Bernard.
L'entreprise Bernard Moteurs est une entreprise française, créée en 1920, construisant des moteurs pour le monde agricole. En 1972, l'entreprise rejoint Renault.

## Historique
La société « Bernard Moteurs » est créée en 1920 par Auguste Bernard avec pour objectif principal spécialisé la production de moteurs agricoles et industriels.
Auguste Bernard comprend que l’avenir est aux moteurs compacts, facilement transportables, dont le refroidissement à l’eau fait corps avec le reste du moteur grâce à un radiateur ventilé par le volant à ailettes. De nouveaux matériaux permettent à ces moteurs de fonctionner à des régimes élevés, et la rationalisation et la normalisation de la construction augmentent la qualité de ses engins. Il dépose pour cela de nombreux brevets dont beaucoup n’ont aucune application industrielle, mais permettent de protéger ses innovations.
Aujourd'hui, l'entreprise fabrique des moteurs développant une puissance de 6 à 7 ch, des motopompes et des générateurs électriques. Via des revendeurs agréés, l'entreprise revend des stocks de pièces détachées des premiers moteurs.

### Dates clés
- 1920 : création de la société Bernard Moteurs.
- 1924 : association avec Guinard, fabricant de pompes.
- 1929 : rachat de CL Conord.
- 1934 : en novembre, décès d’Auguste Bernard et reprise de la société par Frédéric Bernard, frère d’Auguste, comme président du conseil d'administration, et Jacques Bernard, fils d’Auguste comme administrateur.
- 1941 : rachat du département « moteurs thermiques » des Établissements Japy Frères.
- 1947 : sortie du premier moteur W10, à refroidissement par air et en alliage léger.
- 1972 : la Régie Nationale des Usines Renault reprend la société Bernard Moteurs.

### Moteurs avant 1951
Les moteurs ci-dessous sont classés par année de production.
| Modèle       | Années de production | Type de carburant | Puissance (ch) | Photo |
| ------------ | -------------------- | ----------------- | -------------- | ----- |
| D1           | 1920                 | essence           | 3              |       |
| D2           | 1920                 | essence           | 8              |       |
| D3           | 1920                 | essence           | 15             |       |
| K1           | 1924                 | essence           | 1,5            |       |
| M2           | 1924                 | essence           | 5              |       |
| B2 (D2bis)   | 1927                 | essence           | 11             |       |
| B3           | 1927                 | essence           | 22             |       |
| P3           | 1927                 | essence           | 6              |       |
| M1           | 1927                 | essence           | 3              |       |
| P2           | 1927                 | essence           | 4              |       |
| C3           | 1927                 | essence           | 17             |       |
| P1           | 1928                 | essence           | 2              |       |
| R1           | 1929                 | essence           | 2,5            |       |
| R2           | 1929                 | essence           | 5              |       |
| R3           | 1929                 | essence           | 8              |       |
| C2           | 1929                 | essence           | 12             |       |
| C4           | 1929                 | essence           | 22             |       |
| W1           | 1929                 | essence           | 2,5            |       |
| W2           | 1929                 | essence           | 5              |       |
| W3           | 1929                 | essence           | 8              |       |
| CA2          | 1931                 | essence           | 12             |       |
| CA4          | 1931                 | essence           | 22             |       |
| W0           | 1932                 | essence           | 2              |       |
| K2           | 1935                 | essence           | 1,5            |       |
| WD1          | 1935                 | essence           | 2,5            |       |
| WD2          | 1935                 | essence           | 5              |       |
| WD3          | 1935                 | essence           | 8              |       |
| G1           | 1936                 | gazole            | 12             |       |
| G2 2-cyl     | 1936                 | gazole            | 24             |       |
| 12 G1        | 1938                 | gazole            | 12             |       |
| 12 G2 2-cyl  | 1938                 | gazole            | 24             |       |
| KD2          | 1938                 | essence           | 1,5            |       |
| W4           | 1938                 | essence           | 12             |       |
| 8 H1         | 1941                 | gazole            | 8              |       |
| 6 H1         | 1941                 | gazole            | 6              |       |
| 12G 4 4-cyl  | 1941                 | essence           | 48             |       |
| W1 bis       | 1941                 | essence           | 4              |       |
| 12 GB1       | 1942                 | gazole            | 12             |       |
| 12 GB2 2-cyl | 1942                 | gazole            | 24             |       |
| BY 2         | 1943                 | essence           | 5              |       |
| BW 3         | 1943                 | essence           | 8              |       |
| W0 bis       | 1946                 | essence           | 2              |       |
| W10          | 1947                 | essence           | 3,75           |       |
| W14          | 1948                 | essence           | 15             |       |
| W13          | 1949                 | essence           | 10             |       |
| WD 14        | 1949                 | gazole            | 14             |       |
| WD 13        | 1951                 | gazole            | 8              |       |
| W110         | 1951                 | essence           | 4              |       |
| W110 Bis     | -                    | essence           | 5              |       |

### Moteurs de 1951 à 1972
Sur les canons antiaériens de 40 mm Bofors utilisés dans l'armée française après la Seconde Guerre mondiale, le circuit hydraulique servant aux mouvements de l'arme en site et en gisement était alimenté par une pompe hydraulique entraînée par un moteur Bernard.

### Production actuelle
Aujourd'hui, Bernard Moteurs fabrique des moteurs de 6 à 7 ch.

#### Moteurs industriels à soupapes en tête
- 181, essence, 4,4 kW (6 ch)
- 182, essence, 4,4 kW (6 ch)
- 211, essence, 5,2 kW (7 ch)
- 212, essence, 5,2 kW (7 ch)

#### Groupes électrogènes
- 181-2600, moteur 181, 220 V monophasé, 11 A, 50 Hz
- 211-3500, moteur 211, 220 V monophasé, 13 A, 50 Hz

#### Motopompes
- GMP 181-205
- GMP 181-360
- GMP 211-530 / GMP 181-530
- GMP 211-740
- GAPI 211-740 PAE

## Utilisations
Les moteurs Bernard, par leur simplicité, peuvent servir à de nombreuses utilisations : propulsion de tracteur artisanal, entraînements de scie circulaire, de compresseur, de pompe à eau, voire propulsion de véhicule hors normes. Ces moteurs sont utilisés dans les motoculteurs Staub (PP2B, PP3B, PP4B et PP4BD entre autres).
Un moteur Bernard de 5 ch était utilisé sur le système hydraulique des canons de 40 mm Bofors modèle 39/55 T1 de l'armée française.